# آلتون العلياء (سقز)
قرية آلتون العلياء (بالكردية: ئاڵتوون سەروو) هي إحدى القرى التابعة لـسرا في ريف قسم مركزي من مقاطعة سقز، في محافظة كردستان الإيرانية.

## السكان
حسب إحصاءات سنة 2006، بلغ إجمالي السكان في آلتون العلياء 310 نسمة وعدد المساكن 66 مسكن. لغة سكان آلتون العلياء هي اللغة الكردية وهم من أهل السنة والجماعة والمذهب الشافعي.